# Tanganyika
Tanganyika köztársaság volt Kelet-Afrikában, a Brit Nemzetközösség tagja volt. Nevét a Tanganyika-tóról kapta, ami nyugati határát képezte. 1964-ben Tanganyika egyesült Zanzibár szigetével, és az új állam a Tanzánia nevet kapta.

## Történet
A Tanganyika név akkor fordult elő először, amikor Nagy-Britannia az első világháborúban elfoglalta Német Kelet-Afrika gyarmat területét, majd ezt a Népszövetség 1922-ben brit fennhatóság (mandátum) alá jelölte ki, Mandated Territory of Tanganyika néven.
1946-ban az ENSZ vette át a Tanganyika feletti felügyeletet (United Nations Trust Territory), de gyakorlatilag továbbra is brit kormányzás alatt maradt. Függetlenné csak 1961. december 9-én vált. 
A Tanganyikai Köztársaságot egy évvel később, 1962. június 9-én alapították meg, de ez az államalakulat csak két éven át állt fenn.

## A nevek
A Tanganyika nevet ma is használják az országnak a kontinensen fekvő részére. A Tanzánia név Tanganyika (TAN-), Zanzibár (-ZA-) és Nyasszaföld (-NIA) nevének összevonása.

## Postai bélyegek
Tanganyika első postai bélyegei Kelet-Afrika és Uganda Protektorátus nevében készültek, postai nyomatuk G.E.A volt (German East Africa = Német Kelet-Afrika). 1921-ben és 1922-ben használták őket. 
Ezek a bélyegek azonosak lennének Német Kelet-Afrika utolsó kibocsátásaival, de a „Crown and Script CA” vízjel mutatja, hogy már azután bocsátották ki őket, amikor a katonai adminisztrációt felváltotta a civil. 
1922-ben a kormányzat kibocsátott egy „TANGANYIKA” feliratú bélyeget egy zsiráf fejével, cent, shilling és font címletekben, 1925-ben többféle színben.
A „zsiráfos” bélyeget 1927-ben konvencionálisabb megjelenésű bélyegek követték: egy sorozat V. György angol király profiljával, és a „MANDATED TERRITORY OF TANGANYIKA” felirattal.
1935 és 1961 között a „Kenya, Uganda, Tanganyika” közös postai adminisztráció bélyegei kerültek forgalomba.
A függetlenség elnyerése után röviddel, 1961-ben „TANGANYIKA” feliratú bélyegeket bocsátottak ki. Az utolsó kibocsátás, 1962-ben, négy bélyegből állt, „JAMHURI YA TANGANYIKA” felirattal a köztársaságra való megemlékezésül.

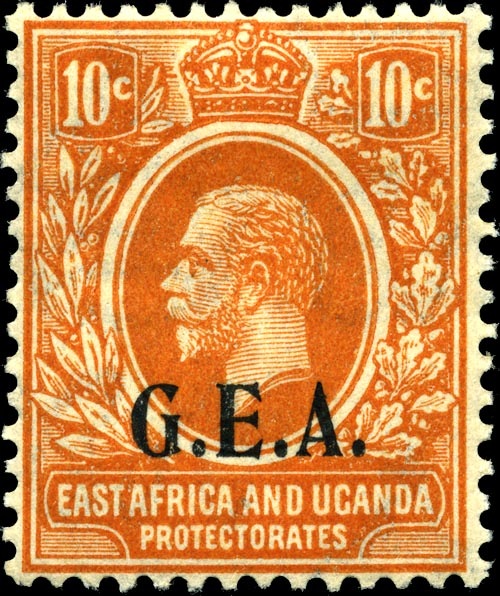
1922 G.E.A. nyomatú 10-centes narancsszín tanganyikai bélyeg
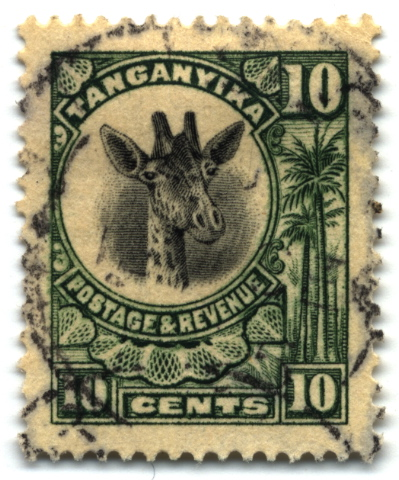
10-centes zsiráf, 1925
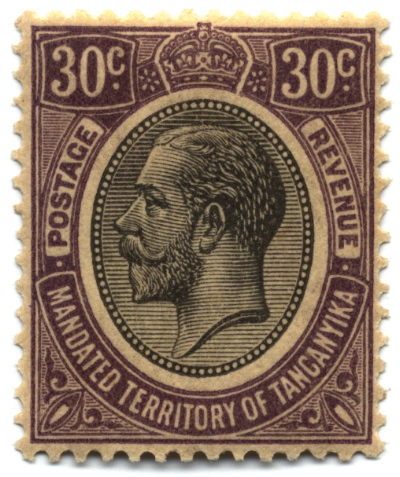
30-centes V. György, 1927